# 黝簾石
黝簾石（英語：Zoisite）是鈣鋁羥基孤立雙四面體礦物，也是矽酸鹽礦物，屬於綠簾石組群。
其英文名稱是由斯洛維尼亞科學家西格蒙德·佐伊斯男爵命名的。1805年，礦物經銷商西蒙·普雷森在斯洛維尼亞柯羅斯卡地方的沙烏阿皮山發現了該種礦物，西蒙把這礦物帶來給男爵。確定類型之後，男爵起初命名為saualpite。黝簾石蘊藏於變質岩以及結晶花崗岩岩脈中，以多彩的正交晶系晶體或是以大團塊的形狀呈現，黝簾石有多種顏色，有：藍色、紫羅蘭色、綠色、褐色、粉紅色、黃色、灰色或無色。
斜黝簾石是黝簾石單斜晶系的同質異形體，不同的產地出產不同的黝簾石，挪威主要出產錳黝簾石，坦桑尼亞主要出產坦桑石和紅寶黝簾石，肯亞主要出產紅寶黝簾石，其他國家，例如瑞士、奧地利、印度、巴基斯坦和美國都有出產黝簾石。
紅寶黝簾石（Ruby in Zoïsite）中有紅寶石共生，是相當好的雕刻素材，與印度出產另一種礦物紅寶鉻雲母（Ruby in Fuchsite）的外表相似，人們容易把兩者混淆，兩者硬度差別大。

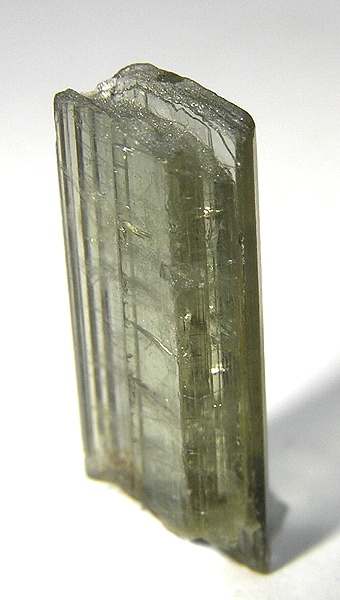
常見的無色黝簾石
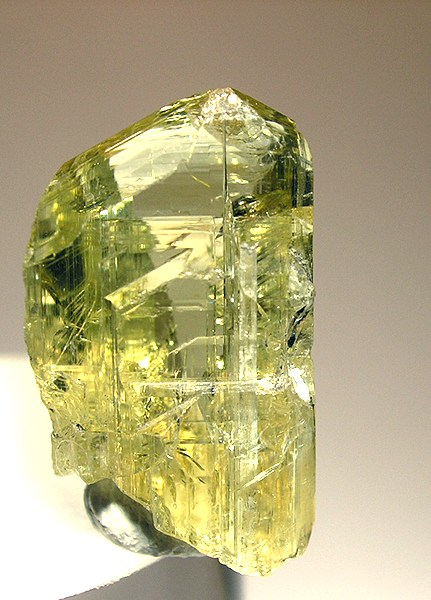
無色黝簾石常見的黃色結晶體
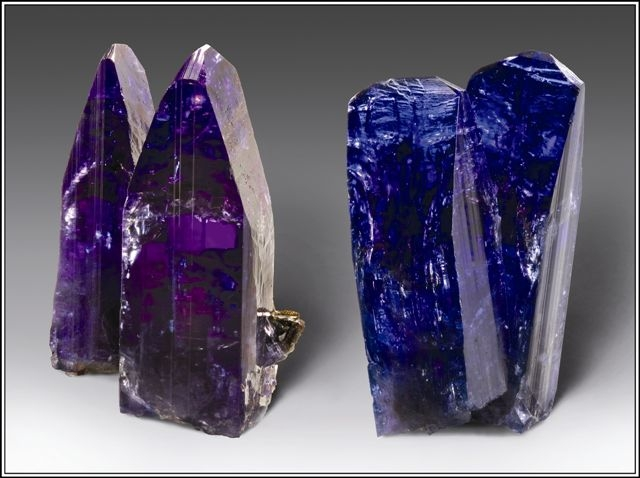
寶石級的坦桑石，常見於藍紫色
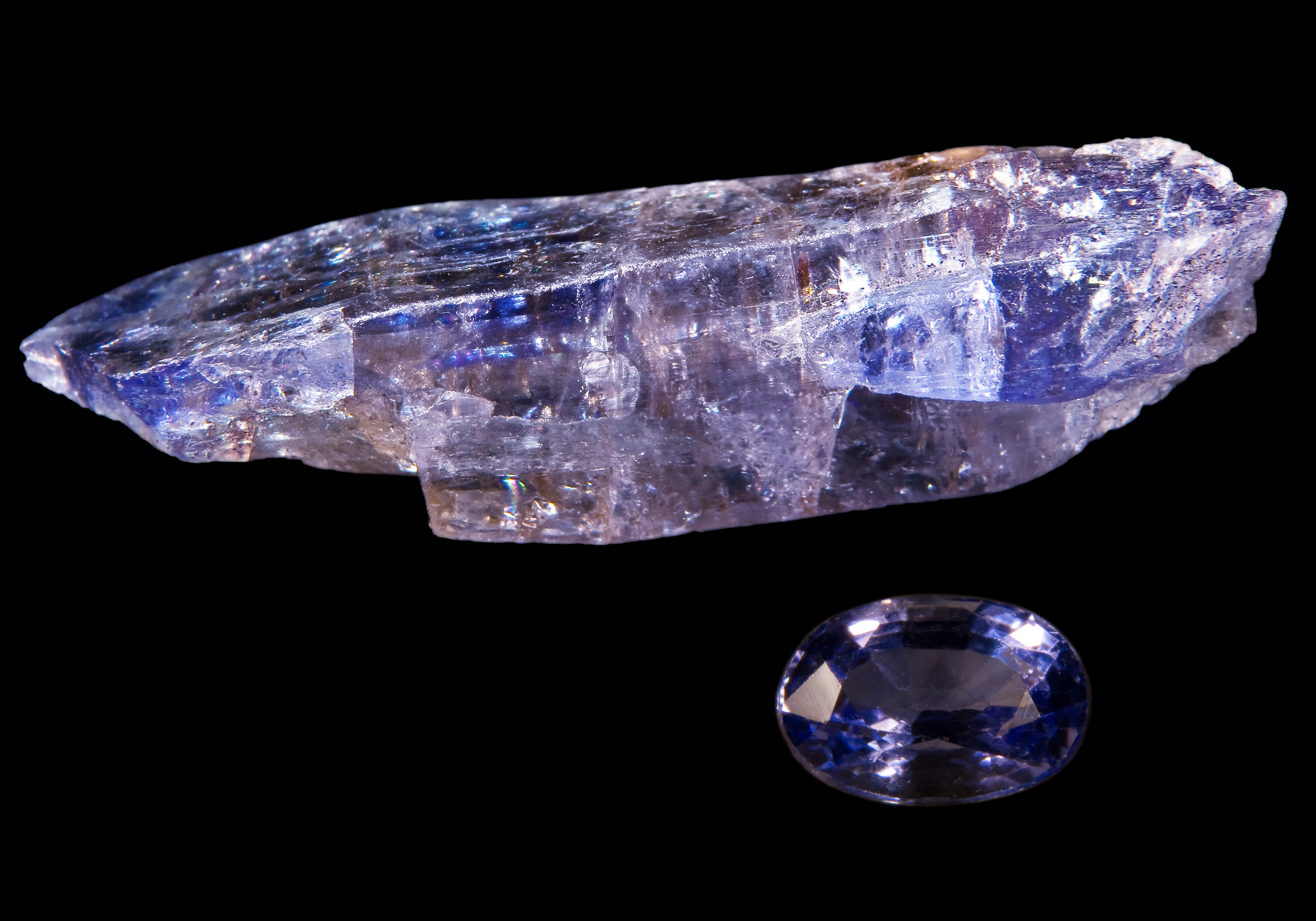
寶石級坦桑石與寶石成品
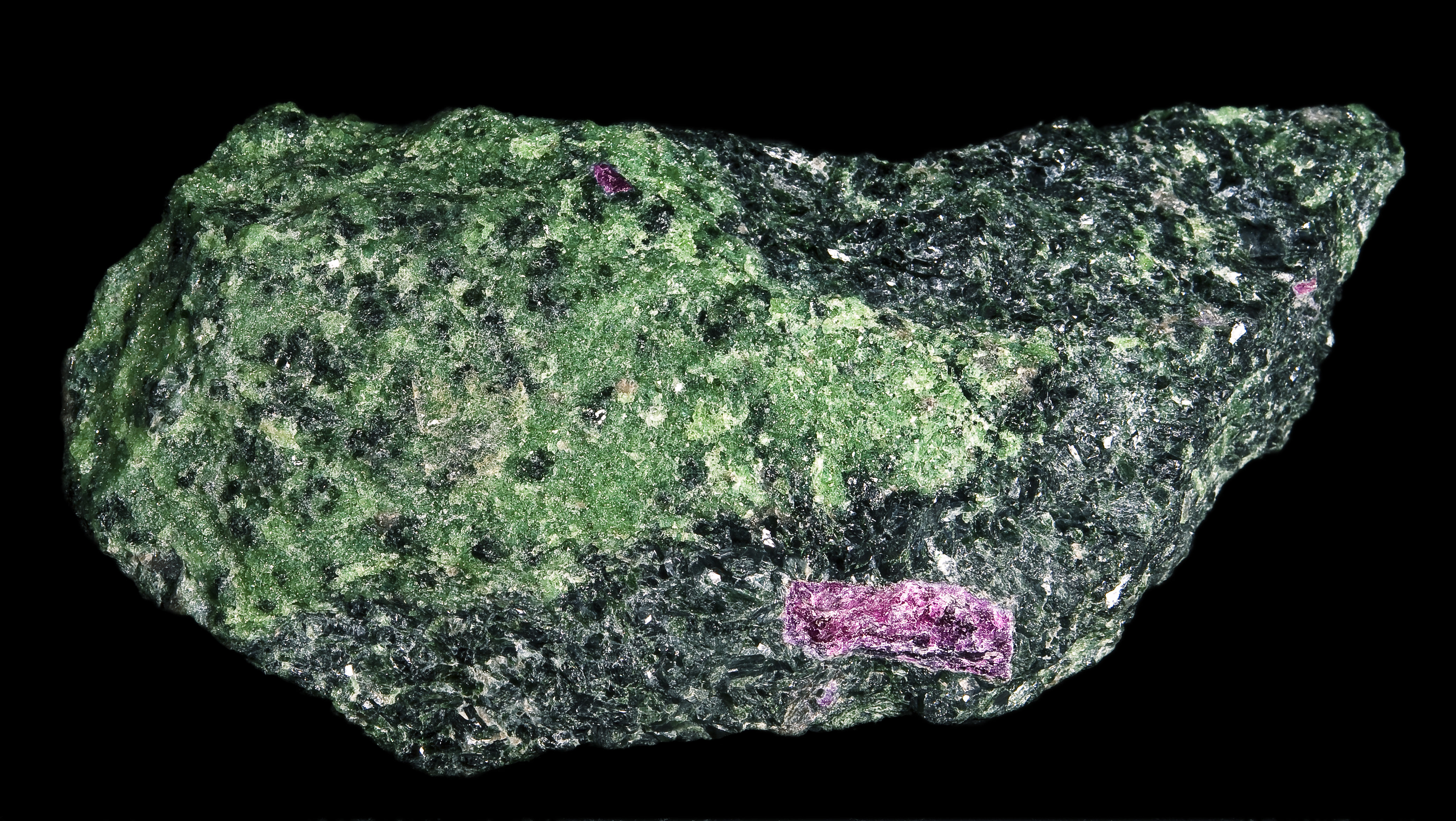
綠色、含鉻的黝簾石
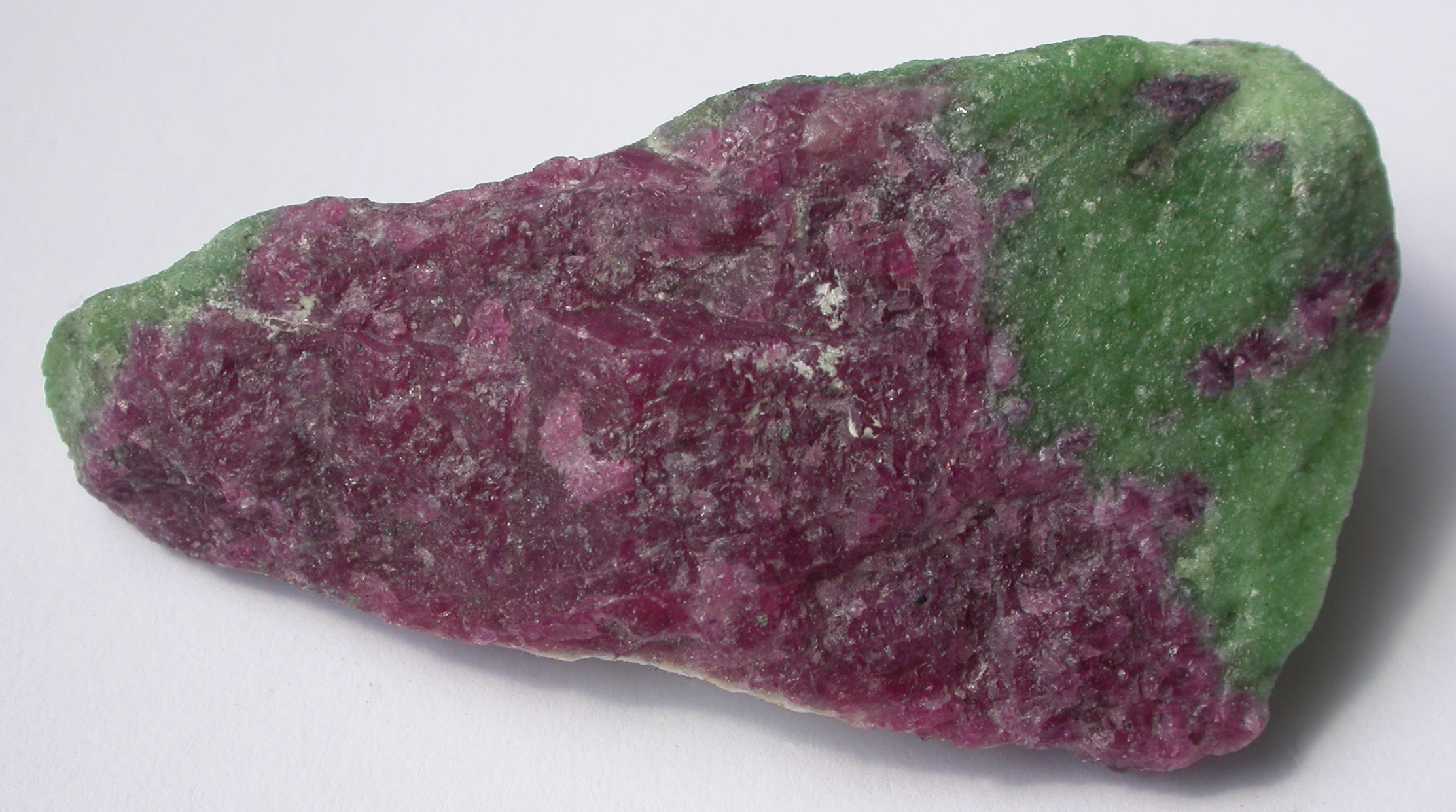
紅寶黝簾石，與紅寶石共生
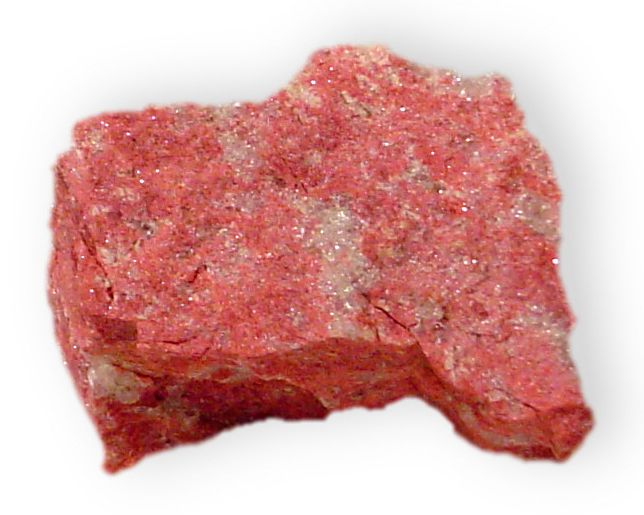
錳黝簾石，也稱為玫瑰黝簾石